# غونزالو إسكوبار
غونزالو إسكوبار هو لاعب كرة مضرب إكوادوري، ولد في 20 يناير 1989 في مانتا، الإكوادور في الإكوادور.

## وصلات خارجية
- غونزالو إسكوبار على موقع رابطة محترفي التنس (الإنجليزية)
- غونزالو إسكوبار على موقع الاتحاد الدولي لكرة المضرب (الإنجليزية)
- غونزالو إسكوبار على موقع كأس ديفيز (الإنجليزية)
- غونزالو إسكوبار على موقع بطولة ويمبلدون (الإنجليزية)
- غونزالو إسكوبار على موقع خلاصة التنس.كوم (الإنجليزية)
- غونزالو إسكوبار على موقع إي إس بي إن.كوم (الإنجليزية)